# 応制百首

応制百首（おうせいひゃくしゅ）とは、勅撰和歌集撰集の際に、資料とするために勅命で詠進を命じられた百首歌である。応制百首の中で規模の違いはあるが、おおむね30名から40名に詠進が命じられ、詠進を下命した院や天皇も詠進に参加した。『続後撰和歌集』撰集時、宝治元年（1247年）に後嵯峨上皇の下命を受けて詠進された「宝治百首」より始められ、寛正6年（1465年）に後花園上皇によって詠進が命じられながら、応仁の乱の影響で勅撰和歌集の撰集自体が中止となった「文正百首」まで合計10回、応制百首の詠進が行われた。詠進の形式は細かく詠むべき歌題を設定した組題方式ないし、春、夏、秋、冬、恋、雑の各部門について詠むべき歌の数を指定した部立方式を採用した応制百首があった。特に後期の応制百首は勅撰和歌集撰集において最も重要な資料となり、詠進者に選ばれることは名誉なことであった。しかし詠進には期限が設けられたもののなかなか期限通りには集まらず、催促を繰り返してようやく集められるのが常であり、詠進を行わない詠進者が現れることもあった。詠進が完了すると披講と呼ばれる作品を披露する場が設けられることになっていたが、状況により行われないこともあった。詠進された応制百首の中から撰者は勅撰和歌集入集作を撰ぶことになるが、詠進者によっては全く撰ばれない場合もあった。また後の勅撰和歌集でも撰集の重要な資料とされた。
なお、「宝治百首」により正式な応制百首の制度が開始される以前の、12世紀初頭の「堀河百首」と金葉和歌集から、百首歌と勅撰和歌集との間には関係性が構築されており、当記事では「宝治百首」以前の勅撰和歌集と百首歌との関係性についても説明する。

## 百首歌の歴史と応制百首
定数歌は十、三十、五十、百、千など、あらかじめ決められた数の和歌を詠む行為、また詠まれた和歌のことを指す用語であり、百首歌とは定数歌の中で百首を詠む形式のものを指す。百首歌の中でも勅命により詠進されたものを「応制百首」といい、一般的には勅撰和歌集撰集時、資料用に下命されたものを指す。後述のようにあらかじめ勅撰和歌集編纂資料であることを明言して下命されたのは、宝治元年（1247年）、『続後撰和歌集』撰集時に後嵯峨上皇の下命を受けて詠進された「宝治百首」が最初であり、その後、寛正6年（1465年）に後花園天皇によって詠進が命じられ、実際に詠進が進められたものの応仁の乱の影響で勅撰和歌集撰集自体が頓挫した「文正百首」まで、合計10回の応制百首が下命された。しかし実際には「宝治百首」以前から勅撰和歌集と百首歌には深い繋がりがあり、勅命による百首歌と勅撰和歌集との繋がりも形成されていた。

### 初期百首と勅撰和歌集
百という数字は和歌の修練、深い感情表出、文学的主張、故人の追善、祭事の際しての奉献など、様々な目的に適合する規模感であったため、定数歌の中でも百首歌は最もポピュラーなものとなった。百首歌は平安時代後期から流行し、平安末期以降、和歌制作の一形態として定着する。
百首歌は曽禰好忠により天徳4年（960年）頃に制作されたものが始まりであるとされている。曽禰好忠に続いて源順、恵慶法師、源重之、和泉式部、相模らが百首歌を詠んだ。相模が治安3年（1023年）に詠んだ走湯百首までは「初期百首」と呼ばれ、個人個人が制約が少ないテーマ分類（部立）で百首を詠んでいた。『拾遺和歌集』は同時代の百首歌など定数歌によって制作された和歌を入集させているが、続く『後拾遺和歌集』では定数歌の作品は入集させていない。橋本不美男は後拾遺和歌集編纂時には定数歌という形式よりも歌題そのものが重視されていて、また撰者の藤原通俊が定数歌を和歌を詠む形態として公式なものとはみなさなかったのではと推測している。

### 堀河百首と金葉集
勅撰和歌集編纂時、撰者は多くの資料を渉猟して優れた和歌を撰ぼうと努力を重ねた。そのためには優れた和歌が掲載されている資料の存在が必須となるが、勅撰和歌集の編纂が複数回行われるようになると、良質な資料を得ることが難しくなってきた。そのような中で、勅撰和歌集への入集が予想される人物に和歌の詠進を命じる応制百首の慣行が形作られていくことになる。
12世紀初頭の「堀河百首」以降、公的な場で多人数が決められた条件により百首歌を詠む形式が定着し、公的行事に際し和歌を詠進する重要な作法となっていく。「堀河百首」の発起人には諸説あるが、最終的には堀河天皇に奉献された。また「堀河百首」は様々な歌題を整理、分析を行い、精選した歌題を勅撰和歌集の歌の配列に準じた形に並べた総計百題の組題を採用した。そのため「堀河百首」により始められた組題による百首歌の形式は、勅撰和歌集の撰集用に好都合なものとなった。また『金葉和歌集』の撰集に際し「堀河百首」が影響を与えたとみられていて、これも百首歌と勅撰和歌集との関係のきっかけとなったものと考えられている。実際、金葉和歌集の総計700首あまりの和歌のうち、40首以上が「堀河百首」からの入集であり、続く『詞花和歌集』、『千載和歌集』にも「堀河百首」から多くの和歌が入集している。

### 久安百首と崇徳上皇
崇徳上皇は百首歌に強い関心を持っていた。譲位後まもなくの康治年間（1142年-1144年）、崇徳上皇は藤原顕輔、藤原俊成ら十数名に百首歌の詠進を命じた。これが「久安百首」である。「久安百首」は「堀河百首」からの強い影響を受けていたが、百題の歌題に従って百首を詠む「堀河百首」とは異なり、春、夏、秋、冬、恋、雑の各部門について詠むべき歌の数を指定した部立方式を採用した。この部立方式も後の応制百首に採用され、組題方式と並んで応制百首の一様式として定着することになる。
崇徳上皇は「久安百首」からの入集歌が少なかった『詞花和歌集』の改訂を考えていた。崇徳上皇の遺志を継いだ藤原俊成は、『千載和歌集』に120首を超える大量の和歌を入集させた。これらの「久安百首」と勅撰和歌集との関係性が、勅撰和歌集の撰集資料として応制百首の詠進が命じられるという制度が固まっていくきっかけになったと見られている。

### 新古今集と続勅撰集
『新古今和歌集』、『新勅撰和歌集』でも、応制百首に準じると考えられる百首歌がみられる。『新古今和歌集』では正治2年（1200年）の正治初度百首、正治後度百首、翌建仁元年（1201年）に百首歌をベースとした「千五百番歌合」が重要な撰集資料となった。続く『新勅撰和歌集』では、九条教実が企画し、『新勅撰和歌集』の撰者である藤原定家が深く関与して寛喜2年（1230年）に詠進が始められた「洞院摂政家百首」が、詠進者の作品が数多く『新勅撰和歌集』に入集していることや、撰者の藤原定家が深く関与していた点から、応制百首に準じる存在であったと考えられている。

### 応制百首の制度開始と定着
宝治2年（1248年）に後嵯峨上皇より撰集が命じられた『続後撰和歌集』の撰集資料として詠進が命じられた「宝治百首」が、勅撰和歌集撰集を目的とした応制百首の始まりとなった。後述のように当初は専門的歌人以外の作品を入集させるための資料といった色彩が強く、撰集の資料として必ずしも高い評価ではなかったと考えられている。正安3年（1301年）に撰集が命じられた『新後撰和歌集』の「嘉元百首」では、専門家歌人の作品も積極的に入集させるようになった。この傾向は延文元年（1356年）に撰集が命じられた『新千載和歌集』の「延文百首」になるとさらに強まり、勅撰和歌集撰集の資料として最優先のものになった。

## 応制百首の流れ

### 詠進の下命

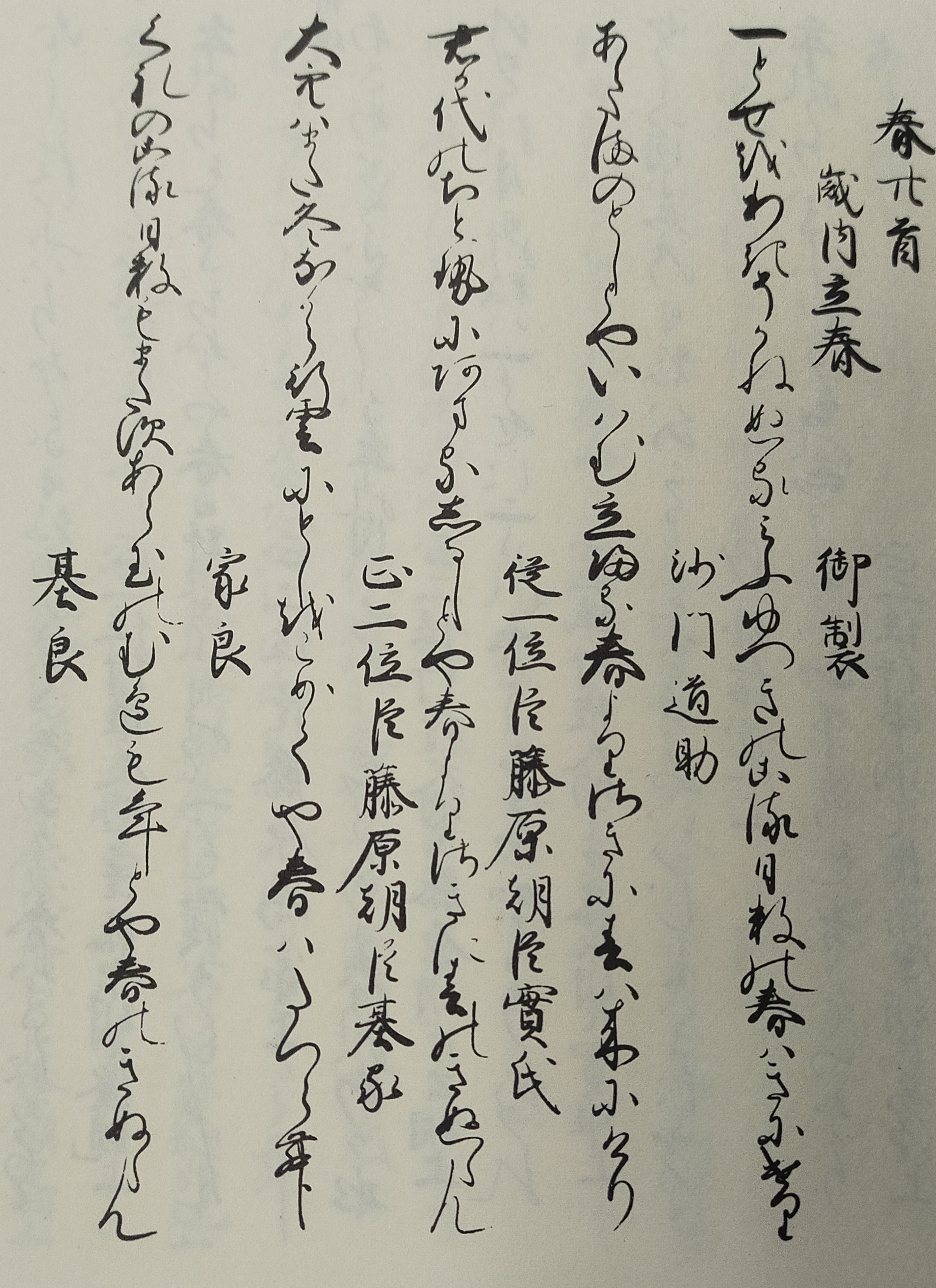
宝治百首の冒頭部（宮内庁書陵部本）

勅撰和歌集の制作が決められると、決められた人物に百首の和歌を詠進するよう院、ないし天皇から勅命により命じられた。前述のようにこれは勅撰和歌集撰集用の資料とすることを明言した下命であった。なお、延文元年（1356年）に後光厳天皇により下命された新千載和歌集以降、実際の勅撰和歌集撰集の発案者は室町幕府の征夷大将軍となり、将軍の執奏を受けて天皇による勅命が出される形式となる。なお、人選については下命者である院・天皇、専門的な歌人の他に、歌人とは言えないが勅撰和歌集に入集させなければ問題となりそうな人物などが選ばれている。後述のように「延文百首」の際の人選時には、応制百首の詠進者となるために多くの自薦他薦の動きがあった記録が残っている。
詠進には期限が定められていたが期限通りにいかないことが多く、催促を繰り返してようやく揃えられるのが常であった。例えば「貞和百首」の際には足利尊氏、足利直義兄弟の詠進が遅れ、二条派の二条為定が撰者となり二条派主導で撰集が進められることになった「延文百首」では、京極派歌人である正親町公蔭、正親町忠季親子が意図的と見られる詠進の遅延行為を行い、勅撰集編纂への抵抗を試みた例がある。また「永享百首」時は永享5年（1433年）9月に詠進の下命があって同年12月初旬に詠進期限が定められていたが、期限通り提出できた人物は確認されておらず、実際に出揃ったのは約1年後のことと考えられている。また「永享百首」では後小松法皇が対象者となっていたが、決定後約1か月後の永享5年10月20日（1433年12月1日）に崩御しており、実際問題として詠めなかったと考えられている。このように詠進者となっても詠進出来なかったケースもあった。
応制百首には披講と呼ばれる作品を披露する場が設けられた。六条顕氏が『続後撰和歌集』編纂時の「宝治百首」時からの応制百首に関する故実をまとめた、「後宇多院勅撰口伝」では、冒頭に披講時の所作について説明している。ただし『続千載和歌集』時の「文保百首」のように、状況においては披講が行われないこともあった。

### 歌題
「堀河百首」によって始められた組題による百首歌は、百の歌題に従って百の和歌を詠む中でひとつの世界を創りあげていく作業となる。これは実体験に基づいて和歌を詠む行為とは対照的なものである。「堀河百首」以降、歌題は定着し規格化も進んでいった。「堀河百首」の組題は平安時代末期まで強い影響力をを持ち、規範となっていた。応制百首においても「宝治百首」、「嘉元百首」、「延文百首」、「永和百首」、「永享百首」、「文正百首」は細かく歌題を設定した組題方式を採用しており、これは勅撰和歌集の配列を考慮しながら歌題を設定できる組題方式の強みを生かすもくろみがあったものと考えられている。
「堀河百首」の歌題は応制百首においても規範とされていたとの説があり、規範としながらも中世的な歌題を取り入れ、また勅撰和歌集撰集用にカスタマイズされたものへと変質していったとの説もある。一方、応制百首の組題は「堀河百首」とは根本的に異なるものであるとの説もある。これは『新古今和歌集』の主題構成の影響を受けたものに変換した組題を、応制百首の組題として採用したためであるとの見方がある。

### 撰歌
応制百首の制度がスタートした『続後撰和歌集』時の「宝治百首」の際には、撰者であり御子左家出身の専門的歌人であった藤原為家ら、当時の代表的歌人の多くは「宝治百首」の作品は『続後撰和歌集』に入集しなかった。これは応制百首の制度が始まった段階においては、専門的歌人にとって勅撰集編纂のために設けられたイベントで制作された和歌が撰ばれることは不名誉なことであると認識していたためと考えられている。実際問題として実力ある歌人は応制百首に頼らなくとも撰歌資料は十分にあり、勅撰和歌集に入集させなければ問題となりそうな人物など、専門的歌人以外の和歌を撰ぶ資料として用いられていた。また『続後撰和歌集』に一首ないし二首しか入集していない人物も「宝治百首」からの撰歌が避けられている傾向があり、これは撰者である藤原為家が、数少ない入集歌を応制百首から撰ぶことを避けたためと考えられている。専門的歌人の詠んだ和歌を撰ばず、入集数の少ない歌人も撰歌が避けられていて、詠進者の約半数の和歌しか入集しなかった「宝治百首」時点では、応制百首が必ずしも撰歌資料として高い評価ではなかったことが想定される。
「宝治百首」時の傾向は『続拾遺和歌集』撰集時の「弘安百首」までは受け継がれる。しかし『新後撰和歌集』撰集時の「嘉元百首」からは状況が大きく変わり、応制百首詠進者の中で入集しなかったのは5名に減少し、代表的な歌人の作品も採用されるようになった。『続千載和歌集』撰集時の「文保百首」になると応制百首からの入集自体が増加し、入集した和歌すべてが応制百首であるというケースが4名確認できる。その後、勅撰和歌集撰集時の資料として応制百首の重要性はさらに高まっていき、『新千載和歌集』撰集時の「延文百首」になると入集歌のすべてが応制百首というケースが12名にもなり、応制百首が勅撰和歌集撰集に当たって最優先の資料となったと見られている。
なお、『続千載和歌集』の「文保百首」、『新千載和歌集』の「延文百首」では、各詠進者の入集数に占める応制百首の割合がそれまでの勅撰和歌集よりも高くなっているが、これは勅撰和歌集編纂時における応制百首の重要性の高まりとともに、両和歌集固有の事情も大きいと考えられている。まず『続千載和歌集』の撰者である二条為世、『新千載和歌集』の二条為定はともに二度目の撰者であり、一回目の撰集で多くの資料を使ってしまっていたという事情が考えられる。また『続千載和歌集』直近の『玉葉和歌集』、『新千載和歌集』直近の『風雅和歌集』はともに京極派の勅撰和歌集で、収録されている和歌の数が多い大掛かりなものであった。二条派の宗匠としてどうしても対抗上規模の大きな和歌集にせざるを得ず、必然的に応制百首のウエイトが大きくなったと見られている。
また、応制百首から入集しながらも詞書に記さなかった例もある。これは典拠を応制百首ではなく、他の資料から採用したと見られるものもあるが、意図的に記さなかったと考えられるものもある。「宝治百首」の場合、実力派歌人の作品が伏せられていて、これはやはり「宝治百首」の時代、実力ある歌人にとって応制百首の作品が入集することは不名誉であったことが要因であると考えられている。『新後撰和歌集』撰集時の「嘉元百首」においては、実力派歌人の作品を詞書に記さない傾向は認められるものの、「宝治百首」に比べて不徹底であった。そして『続千載和歌集』撰集時の「文保百首」になると実力派歌人の作品を詞書に記さない例はほぼ無くなり、応制百首から勅撰和歌集に入集することについての実力派歌人の忌諱感が薄れていったことが想定される。

#### 後の勅撰集の編纂資料として
応制百首は勅撰和歌集撰集の資料とするために詠進を命じたものであったが、後に制作される勅撰和歌集用の資料としても積極的に活用された。応制百首の中では「嘉元百首」、「文保百首」が多くの和歌が勅撰集入集を果たしている。これは両百首が二条派の有力歌人の作品を数多く収録していたため、歌道家の二条家において重んじられていたためと考えられる。その一方で「弘安百首」は入集が少なく、これは二条家の中ではあまり評価が高くなかった応制百首であったためとみられている。しかし「弘安百首」は結果として最後の勅撰和歌集となった『新続古今和歌集』で大量入集している。これは歌道家として勅撰和歌集撰集を担ってきた二条家が没落したため、『新続古今和歌集』では飛鳥井家の飛鳥井雅世が撰者となったことが関係していると見らている。また『新続古今和歌集』では「貞和百首」からも大量に入集している。「貞和百首」は京極派の『風雅和歌集』撰集用として下命されたものであるが、京極派歌人の作品を入集させているわけではなく、京極派以外の人物の作品を大量に入集させている。これは飛鳥井雅世が「貞和百首」の京極派の歌風を評価したわけではなく、政治的な配慮をしながら勅撰和歌集の撰集を進める中で、「貞和百首」から大量に入集させる判断をしたものと考えられている。
また京極派により撰集された「玉葉和歌集」、「風雅和歌集」では、過去の応制百首から採用した和歌であってもそのことを詞書に明記しないケースが目立つ。これは二条派への反発意識に加えて、持明院統の歌風となった京極派の立場として、大覚寺統自体に対する反発が反映されたものと推測されている。一方、『新千載和歌集』以降の二条派による勅撰和歌集では京極派歌人はほとんど入集させていない。

### 入集時の扱い
応制百首から勅撰集に入集した際には、一定の形式に則った詞書が付けられた。まず下命者である院・天皇の和歌には「百首歌めさりしついでに」、後代の勅撰集に入集した場合には例えば「宝治百首」の作品は「宝治二年百首めしけるついでに」といった詞書となり、一方、奉進者はそれぞれ「百首歌奉りし時」、「宝治百首歌奉りける時」といった形となる。

## 各応制百首

### 宝治百首
「宝治百首」は記録から宝治元年（1247年）に後嵯峨上皇より詠進が命じられ、翌宝治2年（1248年）に詠進が完了したことが判明している。これは「宝治百首」に明記されている詠進者の位階や官職の内容から、詠進の下命は宝治元年の前半、ほぼ詠進が完了したのは宝治2年の正月過ぎのことと推定されていることによる。なお『続後撰和歌集』自体は宝治2年（1248年）に撰集が下命されている。詠進数と同数の100の歌題が決められた組題形式の百首歌であり、これは堀河百首からの流れを引き継いでいる。披講が行われた時期は明確ではないが、やはり宝治2年中に行われたと考えられている。
詠進のタイムスケジュール、下命者、歌題など、計画全般を取り仕切っていたのは『続後撰和歌集』撰者の藤原為家と推定されている。記録によれば「宝治百首」は、当初25名に詠進が命じられていたが、15名追加され最終的に40名が詠進した。15名の追加の背景には、25名に選ばれなかった人物からの追加を求める自薦他薦の運動があったものと推測されている。

### 弘安百首
「弘安百首」は伝本が現存しておらず、詠進のタイムスケジュール等は不明な点が多いが、勅撰和歌集に入集した和歌の詞書から詠進は弘安元年（1278年）のことであったと考えられている。実際に詠まれた和歌も、下命者と考えられる亀山上皇、その他飛鳥井雅有、西園寺実兼の百首が残っているのみで、あとはやはり勅撰和歌集に入集した和歌の詞書や、和歌関連の文献に引用の形で弘安百首のものであることが判明するものがある。
詠進者の数ははっきりとしないが、36名ないし38名が確認できるとされ、「宝治百首」の前例に倣って40名ではなかったかとの推測もある。個々の歌題は指定されず、春、夏、秋、冬、恋、雑の各部門について詠むべき歌の数を指定した部立方式である。この部立方式は崇徳上皇による「久安百首」の流れを引き継ぐものであった。

### 嘉元百首
記録から「嘉元百首」は、後宇多上皇の院宣により、正安4年6月18日（1302年7月14日）に詠進が下命されたことが判明している。勅撰集の撰集は前年の正安3年（1301年）11月、二条為世に命じられていた。詠進者は35名が確認されている。各詠進者による詠進はおおよそ乾元元年（1302年）の冬から翌乾元2年（1303年）の秋にかけて行われたと考えられる。歌題は70題で、ひとつの歌題に対して複数の和歌を詠むように指定したものを含む、やや変則的な組題である。披講が行われた時期は「嘉元百首」と言われていることから、嘉元改元後の元年8月5日（1303年9月16日）以降、『新後撰和歌集』の奏覧が行われた同年12月までの間に行われたと推定されている。

### 文保百首
正和5年（1316年）1月、京極派の指導者であり伏見法皇の寵臣であった京極為兼が土佐国に配流となり、翌文保元年（1317年）9月には持明院統の中核であった伏見法皇が崩御し、持明院統の力は弱体化した。結局、文保2年（1318年）2月、花園天皇は譲位して大覚寺統の後醍醐天皇が践祚する。治天の君の座に返り咲いた後宇多法皇は、文保2年（1318年）10月には勅撰和歌集撰集の命を二条為世に下した。応制百首は文保2年12月28日（1319年1月21日）に詠進が命じられ、披講を翌文保3年正月に行うのでそれまでに詠進するように指示された。詠進者は35名、個々の歌題は指定されず、春、夏、秋、冬、恋、雑の各部門について詠むべき歌の数を指定した部立方式であった。
専門歌人以外にも詠進を命じる応制百首では、詠進期限を3か月以上設けるのが通常であった。しかし「文保百首」では1か月たらずと極めて短く、実際、期限までにほとんどの詠進者は間に合わなかった。結局、ほとんどの詠進者は文保3年（1319年）の春頃から翌元応2年（1320年）夏頃にかけての詠進となったと考えられる。ところが形式的なこととはいえ二条為世は文保3年4月19日（1319年5月9日）に『続千載和歌集』の奏覧を行っており、奏覧後に勅撰和歌集撰集の資料である応制百首の披講を行うわけにはいかないため、「文保百首」では披講は行われなかった。また、多くが元応改元後に詠進したため「元応百首」と呼ぶ例もみられるが、これもまた応制百首に奏覧後の年号を冠するのは都合が悪いため、「文保百首」の名称が定着したと考えられている。

### 正中百首
「正中百首」は確認されている勅撰和歌集への入集歌数が51首と、他の応制百首と比べて極めて少ない。勅撰和歌集に入集している和歌の内容的に詠進は正中2年（1325年）のことと推定されており、確認されている詠進者も12名と他の応制百首の半数以下であり、通常の応制百首では詠進者として名を連ねるべき人物が入っていない。これは「正中百首」は公式なものというよりも内々の催しであったのではと推測され、しかも『園太暦』によれば詠進者の作品が全部揃わなかったと伝えられている。結局、「正中百首」は一般に流布しない内々のもので終わったと考えられ、後の勅撰集に与えた影響も少なかった。なお、個々の歌題は指定されず、春、夏、秋、冬、恋、雑の各部門について詠むべき歌の数を指定した部立方式を採用している。

### 貞和百首
『風雅和歌集』は光厳上皇自らが親撰、花園法皇が監修といった形で撰集されたと考えられている。光厳上皇、花園法皇は伏見天皇、京極為兼により確立された京極派の理念を通した勅撰和歌集を制作したいと考えたものの、歌道家である二条家の権威に太刀打ち出来て撰者の任に堪え得る人物は存在しなかったため、親撰方式を採用せざるを得なかった。作業的には康永4年（1345年）4月頃から撰集が開始されたと見られている。貞和2年4月25日（1346年5月16日）、光厳上皇の御教書により百首詠進が下命された。詠進者は34名であり、7月7日の七夕の日に披講を予定した。個々の歌題は指定されず、春、夏、秋、冬、恋、雑の各部門について詠むべき歌の数を指定した部立方式を採用した。
しかしながら七夕までに詠進は出揃わず、前述のように特に足利尊氏、足利直義兄弟の詠進が進まなかった。そこで9月13日に披講を延期したものの、今度は二条為定が出席に難色を示したため、貞和2年閏9月10日（1346年10月25日）を最終期限とした。詠進者たちは最終期限とされた閏9月10日までに何とか詠進を済ませ、難色を示し続けていた二条為定もしぶしぶ出席することとなった。実際問題として故実に明るい二条家の宗匠の支援がなければ、勅撰和歌集撰集に関わる諸行事の実施は困難であった。披講は最終期限とされた閏9月10日に実行され、花園法皇の百首は光厳上皇が講師を務めた。

### 延文百首
観応の擾乱により光厳上皇ら持明院統の主要メンバーは南朝方に拉致されたことにより、京都に残った光厳上皇の皇子、弥仁王が擁立され後光厳天皇が践祚し、北朝が再建された。院政を行っていた光厳上皇の不在により、二条良基らが後光厳天皇を支えていくことになった。後光厳天皇は二条良基、尊円法親王の勧めにより父、光厳上皇の京極派ではなく二条派の和歌を受け入れるようになった。延文元年6月8日（1356年7月6日）、征夷大将軍足利尊氏は後光厳天皇に二条派の宗匠である二条為定を撰者として勅撰和歌集の撰集を行うよう執奏する。尊氏の執奏を受けて後光厳天皇は延文元年6月11日（1356年7月9日）、勅撰和歌集撰集の綸旨を下した。以後の勅撰和歌集は室町幕府の将軍の執奏により撰集されるようになった。
勅撰和歌集撰集の決定後、応制百首の人選が始まった。応制百首の詠進者となるべく、様々な自薦他薦の運動が起こった。『園太暦』によれば正親町三条公秀は詠進者となるべく運動しており、二条良基も詠進者の推薦を行っている。延文元年8月25日（1356年9月20日）に、11月中に詠進すべしとして応制百首が下命された。『愚管記』によれば当初の詠進者は30名であったが、延文元年（1356年）12月に1名、翌延文2年（1357年）1月に3名が追加され、最終的には34名となった。
「延文百首」も当初の締切期限であった延文元年11月に間に合った詠進者はほとんどおらず、延文2年（1357年）1月には翌2月までに詠進するよう指示が出された。しかしやはり2月までの詠進は困難であったようで、3月中に詠進するよう改めて指示が出された。多くの詠進者は延文元年3月までに提出を終えたと見られている。しかしまだ未提出の詠進者が残っていた。前述のように京極派歌人である正親町公蔭、正親町忠季親子は、意図的なサボタージュを行って勅撰集編纂への抵抗を試みたと考えられる。勅撰和歌集の下命者であった後光厳天皇も、延文3年（1358年）3月になってようやく百首を撰者二条為定のもとへ送っている。そして冷泉為秀は二条為定と仲が悪かったせいか未提出のまま終わった。結局、「延文百首」では披講は行われなかった。
歌題は84題で、ひとつの歌題に対して複数の和歌を詠むように指定したものを含む、「嘉元百首」と同様のやや変則的な組題であり、二条為定により決められたと考えられている。また具体的な事物を詠むような歌題にして、進子内親王ら京極派歌人に京極派的な和歌を詠みにくくすることを目論んでおり、その企てはおおむね成功したのではとの分析がある。

### 永和百首（永徳百首）
「永和百首」は、「永徳百首」と呼ばれることが一般的であった時期もあるが、勅撰和歌集の詞書に「永和二年百首歌たてまつりける時」などと記されているため、主として「永和百首」の名称が用いられている。勅撰和歌集の撰集は足利義満が発案し、義満の執奏を受けて後円融天皇が永和元年6月29日（1375年7月28日）に綸旨にて二条為遠に勅撰和歌集撰集を下命した。ところが二条為遠は突然の下命であり迷惑であるとの反応を示した。応制百首の詠進は永和元年（1375年）10月頃に下命され、翌年の2月が詠進の期限とされた。歌題は詠進数と同数の100の歌題が決められた組題形式とされた。
もともと応制百首の詠進は遅れがちになることが多く、催促等を繰り返してようやく揃うのであるが、「永和百首」の場合、撰者である二条為遠自身が撰集にやる気を見せなかったため、遅延はより著しくなった。永和3年（1377年）になってようやく百首詠進の動きが出てくるようになり、永和4年（1378年）5月には二条為遠の再三の申し入れにより、3名の詠進者が追加されることになった。「永和百首」は追加の3名を加えて32名の詠進が確認されている。詠進の完了ははっきりとはしないものの、詠進者が追加された永和4年（1378年）5月以降になると考えられ、二条師嗣は康暦元年（1379年）8月から永徳元年（1381年）秋のことと推測されるなど、著しく遅くなった詠進者もいた。

### 永享百首
足利義教は、永享5年（1433年）8月になって勅撰和歌集撰集を思い立った。義教としてはこれまで尊氏、義詮、義満の執奏によって勅撰和歌集を撰集した先例を意識してのものであった。永享5年8月17日（1433年9月30日）、義教は後小松法皇に勅撰和歌集撰集を執奏した。ここで問題が起こった。これまでの室町幕府の征夷大将軍の執奏によって撰集された勅撰和歌集の場合、いずれも院が不在であり、天皇により下命されていた。ところが今回の永享の撰集では院と天皇がともに健在であり、院宣と綸旨のどちらで撰集の下命を行うべきか議論となった。従来、治天の君である院が撰集の下命を行っており、この慣例に従えば後小松法皇の院宣により下命されるはずであったが、結局、朝廷側に反対意見があったものの、征夷大将軍の執奏によって撰集された勅撰和歌集は全て天皇の下命であったことを佳例とした義教の判断により綸旨と決定し、永享5年8月25日（1433年10月8日）、後花園天皇の綸旨が下された。応制百首の詠進は永享5年9月21日（1433年11月2日）、後花園天皇により下命された。
伏見宮貞成親王の『看聞日記』には、応制百首の詠進が下命された翌日の22日に使者が訪れて、応制百首の詠進者に選ばれたことと百首の歌題を伝え、12月早々には詠進するよう指示したことが記されている。また貞成親王は詠進者に選ばれたことをたいそう喜び、名誉に感じたことを記しており、この当時、応制百首の詠進者となることは名誉なことであったことがわかる。なお前述のように当初の期限とされた永享5年12月早々までに提出した詠進者は確認されておらず、翌永享6年（1434年）に入って徐々に提出されるようになった。そして永享6年（1434年）4月頃にはかなり出揃ったとみられるが、詠進者の中にはその後に提出した者もいた。
『看聞日記』によれば「永享百首」の詠進者は41名である。女性は1名のみで、これは室町期になると優れた女性の宮廷歌人が不在となったことが影響している。ところが『新続古今和歌集』の詞書からは30名の詠進者しか確認されていない。これは前述のように詠進の下命直後に崩御した後小松法皇をはじめ、未提出の人物が複数名いたからではないかと推定されている。なお歌題は詠進数と同数の100の歌題が決められた組題形式であった。

### 文正百首
寛正6年（1465年）1月ないし2月、後花園上皇は勅撰和歌集撰集の院宣を下した。撰集の下命に先立って将軍足利義政からの執奏があったことは確認されていないものの、尊氏以来の先例通り、征夷大将軍の執奏によって撰集が開始されたと推定されている。文正2年（1466年）2月に「文正百首」の詠進が命じられ、同年の夏中までに詠進するよう指示された。指示通り夏中に詠進した人物もいたものの、多くは期限を過ぎてからの詠進となった。翌応仁元年（1467年）も、勅撰和歌集撰集の動きは活発に行われていた。しかし5月下旬、応仁の乱が勃発し、応仁元年6月11日（1467年7月12日）、戦闘の中で京都の町中各地で発生した火災の影響で詠進済の百首は全て焼失してしまい、勅撰和歌集の撰集自体中止に追い込まれた。
「文正百首」の歌題は詠進数と同数の100の歌題が決められた組題形式であった。この「文正百首」における歌題は他の応制百首のものと比べて独自性が高く、新機軸を打ち出そうとしていたのではないかとの推測がある。

## 各応制百首のデータ
| 名称     | 対象の勅撰和歌集 | 詠進下命者 | 下命の日時                       | 詠進完了時                             | 披講の日時                         | 詠進者数       | 詠進方法                                                                                  | 対象の勅撰和歌集入集数 | 詠進者の入集数に占める割合 | 後の勅撰和歌集入集数 | 備考                                                     |
| -------- | ---------------- | ---------- | -------------------------------- | -------------------------------------- | ---------------------------------- | -------------- | ----------------------------------------------------------------------------------------- | ---------------------- | -------------------------- | -------------------- | -------------------------------------------------------- |
| 宝治百首 | 続後撰和歌集     | 後嵯峨上皇 | 宝治元年（1247年）前半           | 宝治2年（1248年）正月過ぎ              | 宝治2年（1248年）                  | 40名           | 組題 100題100首（春20題20首・夏10題10首・秋20題20首・冬10題10首・恋20題20首・雑20題20首） | 50首                   | 18％                       | 334首                |                                                          |
| 弘安百首 | 続拾遺和歌集     | 亀山上皇   | 弘安元年（1278年）               |                                        |                                    | 36名ないし38名 | 部立（春20首・夏10首・秋20首・冬10首・恋20首・雑20首）                                    | 47首                   | 20％                       | 214首                | 詠進者は40名説あり                                       |
| 嘉元百首 | 新後撰和歌集     | 後宇多上皇 | 正安4年6月18日（1302年7月14日）  |                                        | 嘉元元年（1303年）8月から12月      | 35名           | 組題 70題100首（春14題20首・夏8題10首・秋15題20首・冬8題10首・恋9題20首・雑16題20首）     | 65首                   | 26％                       | 357首                |                                                          |
| 文保百首 | 続千載和歌集     | 後宇多法皇 | 文保2年12月28日（1319年1月21日） | 元応2年（1320年）夏頃                  | 無し                               | 34名           | 部立（春20首・夏15首・秋20首・冬15首・恋20首・雑10首）                                    | 133首                  | 34％                       | 334首                |                                                          |
| 正中百首 | 続後拾遺和歌集   | 後醍醐天皇 |                                  |                                        |                                    | 11名           | 部立（春20首・夏15首・秋20首・冬15首・恋20首・雑10首）                                    | 30首                   | 25％                       | 21首                 | 内々の催しであり、詠進も出揃わなかったと推定されている。 |
| 貞和百首 | 風雅和歌集       | 光厳上皇   | 貞和2年4月25日（1346年5月16日）  | 貞和2年閏9月10日（1346年10月25日）まで | 貞和2年閏9月10日（1346年10月25日） | 34名           | 部立（春20首・夏10首・秋20首・冬10首・恋20首・雑20首）                                    | 133首                  | 36％                       | 194首                |                                                          |
| 延文百首 | 新千載和歌集     | 後光厳天皇 | 延文元年8月25日（1356年9月20日） |                                        | 無し                               | 34名           | 組題 84題100首（春14題20首・夏12題15首・秋15題20首・冬13題15首・恋20題20首・雑10題10首）  | 112首                  | 52％                       | 218首                | 事実上新拾遺和歌集の応制百首を兼ねる。冷泉為秀は未詠進   |
| 永和百首 | 新後拾遺和歌集   | 後円融天皇 | 永和元年（1375年）10月頃         |                                        |                                    | 32名           | 組題 100題100首（春20題20首・夏15題15首・秋20題20首・冬15題15首・恋20題20首・雑10題10首） | 121首                  | 55％                       | 37首                 |                                                          |
| 永享百首 | 新続古今和歌集   | 後花園天皇 | 永享5年9月21日（1433年11月2日）  |                                        |                                    | 41名           | 組題 100題100首（春20題20首・夏15題15首・秋20題20首・冬15題15首・恋20題20首・雑10題10首） | 81首                   | 55％                       |                      | 複数名が詠進しなかったと推定されている。                 |
| 文正百首 |                  | 後花園上皇 | 文正2年（1466年）2月             |                                        |                                    |                | 組題 100題100首（春20題20首・夏15題15首・秋20題20首・冬15題15首・恋20題20首・雑10題10首） |                        |                            |                      | 応仁の乱のため、勅撰和歌集撰集自体が中止となる。         |

## 応制百首無しの勅撰集

### 続古今集
『続古今和歌集』の場合、弘長元年（1261年）に詠進が行われた「弘長百首」が応制百首に該当すると言われてきた。しかし「弘長百首」は詠進者がわずか7名と少なく、しかも全て当時の一流歌人ばかりであり、本来的には『続古今和歌集』の撰集用である応制百首ではなかったと考えられるようになった。『続古今和歌集』は、『新古今和歌集』を先例として意識しながら撰集が進められたと考えられている。『新古今和歌集』を先例としたため、『続後撰和歌集』での「宝治百首」の例はあまり意識されず、また、応制百首の重要性もさして高いものでもなかったとみられている。しかし『新後撰和歌集』での「嘉元百首」詠進時には『続古今和歌集』時の「弘長百首」は先例として認識されていた面もあった。

### 玉葉集
伏見天皇は永仁元年8月27日（1293年9月28日）、「永仁勅撰の議」と呼ばれる勅撰和歌集撰集の企画を二条為世、京極為兼らに提案した。「永仁勅撰の議」の中で伏見天皇は応制百首の詠進を命じることを想定していた。しかし実際には応制百首の詠進が命じられることはなかった。これは当時の京極派の実力は応制百首の詠進に耐えられるものではなかったためとの推測がなされている
京極為兼が単独の撰者として『玉葉和歌集』の撰集が開始された後、応制百首の詠進が検討された様子はない。実際問題として京極為兼は勅撰和歌集用の撰集作業を着々と行っていて、応長元年5月3日（1311年5月21日）に為兼が撰集を命じられた時点で、推敲と清書の作業が残っていた程度まで進んでいたものと考えられる。撰集作業が最終段階まで進められていた中でようやく持明院統、京極派主導の勅撰和歌集撰集が実現したため、改めて応制百首の詠進を命じることによって作業が遅延してしまうことを伏見上皇、京極為兼が避けたため、『玉葉和歌集』では応制百首の詠進が命じられなかったと考えられている。

#### 伏見院三十首
嘉元元年（1303年）、伏見上皇は定数歌である三十首歌「伏見院三十首」の詠進を命じた。同時期には後宇多上皇が二条為世に勅撰和歌集の撰集を命じており、「嘉元百首」の詠進も進んでいた。この「伏見院三十首」は伏見上皇が将来の勅撰和歌集撰集に備えて企画したものと考え、『玉葉和歌集』における応制百首に準じるものになったとの説がある。この説に対しては玉葉集撰集よりも10年近く前に詠進された「伏見院三十首」と『玉葉和歌集』とを結びつけるのは困難なのではという点と、そもそも百首歌である応制百首と三十首歌である「伏見院三十首」を同列視すること自体、無理があるという点から否定的な意見と、『玉葉和歌集』への入集の多さから応制百首に準じる定数歌ではなかったかとの説がある。

### 新拾遺集
延文4年12月25日（1360年1月14日）、『新千載和歌集』が完成した。父、尊氏の没後、征夷大将軍に就任した足利義詮は、貞治2年（1363年）になって後光厳天皇に勅撰和歌集の撰集を執奏する。これは将軍の代替わりに伴う申し入れであった。この義詮による勅撰和歌集の撰集の執奏は朝廷側から強い反発が起きた。前回の『新千載和歌集』の完成からわずか3年あまりと極めて短期間のうちの撰集であり、また天皇在位中二度目の勅撰和歌集の撰集は異例であったためである。しかし義詮は撰集を強行し、貞治2年2月29日（1363年3月22日）、後光厳天皇は勅撰和歌集の撰集を下命する。
『新拾遺和歌集』の撰集に際して、応制百首の詠進は命じられなかった。これは前回の『新千載和歌集』からすぐの撰集となったため、応制百首の詠進者の顔ぶれがほとんど変わりなくなってしまい、そうなると短期間での再度の詠進が困難となる例が続出することが想定されたためと考えられている。結局、『新拾遺和歌集』では『新千載和歌集』での応制百首「延文百首」を再利用することになった。実際、「延文百首」の『新千載和歌集』、『新拾遺和歌集』での入集数はほぼ変わりなく、『新拾遺和歌集』における「延文百首」からの入集歌の扱い方も、勅撰和歌集撰集に際して詠進を命じた応制百首からの入集と同様の形式を取っている。